# Juvenal von Narni

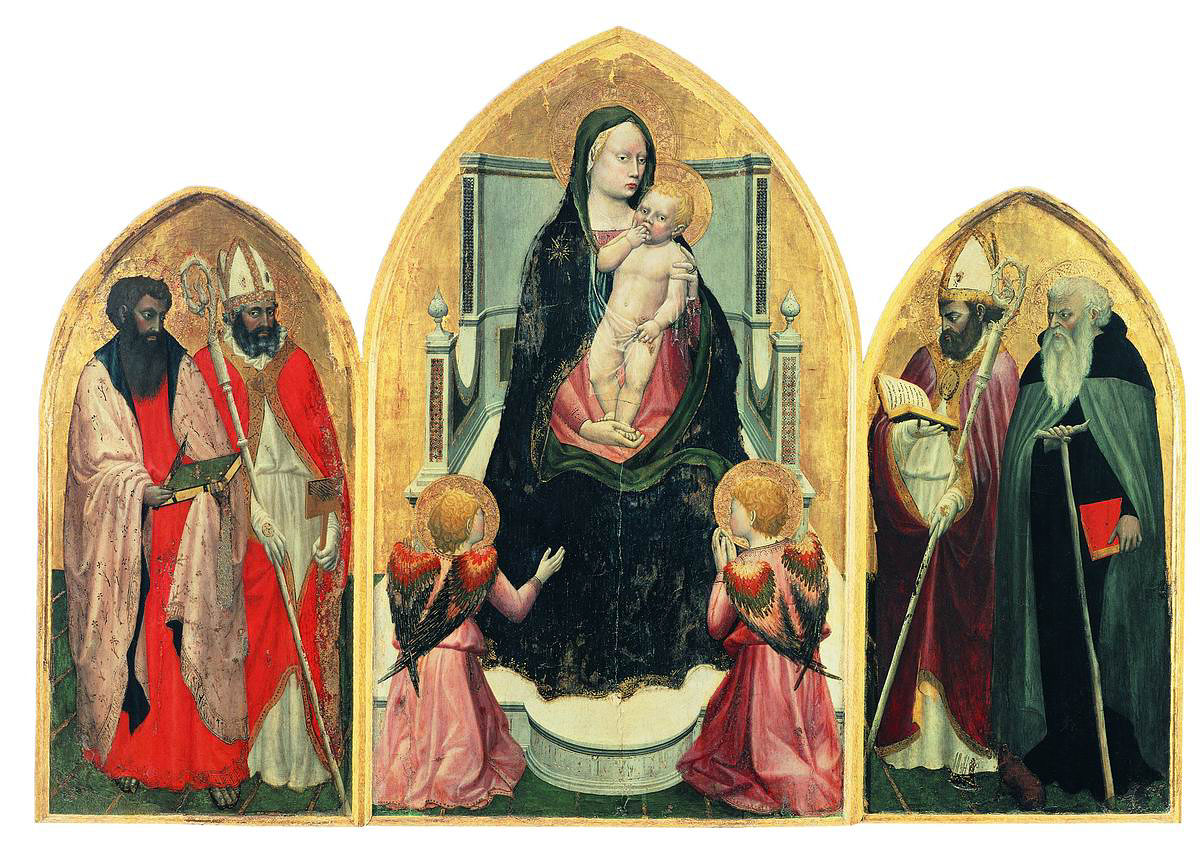
Triptychon des Hl. Juvenalis von Narni von Masaccio

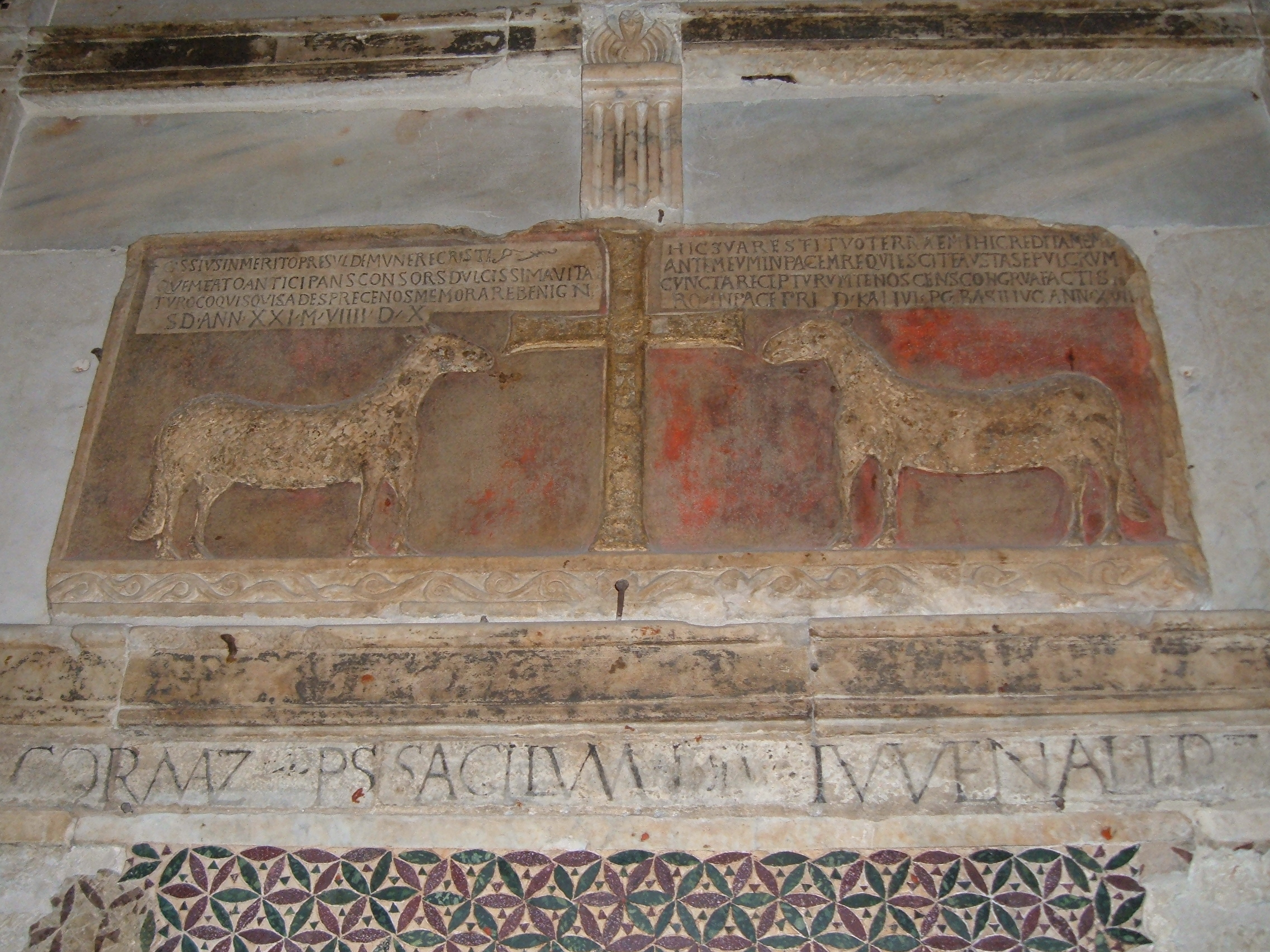
Oratorium des Hl. Cassius und Grab des Hl. Juvenalis in Narni

Der Heilige Juvenal von Narni (auch Hl. Juvenalis oder San Giovenale) († 7. August 377 in Narni) war nach der Überlieferung erster Bischof von Narni in Umbrien.

## Leben
Über Juvenals Leben ist nicht viel Verlässliches bekannt. Er war nach der Überlieferung Arzt und stammte aus Nordafrika. Er wurde wohl 369 erster Bischof von Narni. Der Legende nach wurde er von Papst Damasus I. geweiht.
Papst Gregor der Große bezeichnet Juvenal in Dialogues (IV, 12) als Märtyrer und erwähnt sein Grab in Narni. Das Oratorium des Hl. Cassius († 558), eines seiner Nachfolger als Bischof, im heutigen Dom San Giovenale enthält auch Juvenals Grab. Der Markgraf der Toskana Adalbert überführte Juvenals Reliquien 878 gewaltsam nach Lucca und Rom. Sie kamen aber nach zwei Jahren wieder nach Narni zurück, da man Unwetter und Seuchen unter Menschen und Vieh als Strafe für den Raub ansah. Die Gruft des hl. Juvenalis wurde vermauert und später vergessen; sie wurde erst 1642 zur Zeit von Urban VIII. wieder freigelegt.
Juvenals Festtag ist der 3. Mai, der überlieferte Tag seiner Weihe zum Bischof.